# Estranged
Estranged is een single van Guns N' Roses. Het is afkomstig van hun album Use Your Illusion II. Het nummer staat bekend om de dure videoclip en de vele soli voor gitaar en piano. Het heeft geen standaard refrein. In het dankwoord van het album dankt Rose Slash voor zijn werk voor dit nummer, Slash gaf toe dat het hem zwaar viel.
De video, die in december 1993 op de televisie te zien was, vormde een soort drieluik met de video’s bij Don't Cry en November Rain. Het verhaal gaat dat de video alleen al 4.000.000 Amerikaanse dollars kostte. De video sluit alleen los aan op zijn twee voorgangers. De reden daarvan moet gezocht worden in het feit dat Roses toenmalige vriendin Stephanie Seymour hem vaarwel had gezegd en wel te zien was in de eerste twee video's.

## Hitnotering
De plaat haalde vrijwel nergens de hitparades. Nederlandse Top 40, Nederlandse Single Top 100, Belgische BRT Top 30, Vlaamse Ultratop 30 vermeldden geen notering. Ook de Billboard Hot 100 (VS) en UK Singles Chart (VK) kenden de plaat niet.

### NPO Radio 2 Top 2000
Opvallend is de notering van het lied in de Radio 2 Top 2000. Na jaren vergeten te zijn staat het plotseling genoteerd in de versie van 2014. Na dit debuut in de Top 2000 kwam het nummer in 2015 dus ook in de keuzelijst te staan. Dit heeft zijn uitwerking niet gemist en heeft het nummer 641 plaatsen doen stijgen. Het jaar erna steeg het nummer nog eens 660 plaatsen.

| Nummer met noteringen in de NPO Radio 2 Top 2000 | '14  | '15  | '16 | '17 | '18 | '19 | '20 | '21 | '22 | '23 | '24 |
| ------------------------------------------------ | ---- | ---- | --- | --- | --- | --- | --- | --- | --- | --- | --- |
| Estranged                                        | 1867 | 1226 | 566 | 391 | 416 | 403 | 433 | 437 | 362 | 416 | 418 |

1. ↑  Een vetgedrukt getal geeft de hoogste notering aan.
2. ↑  2014 was het eerste jaar met een notering voor dit nummer.